# Kanton Concarneau
Der Kanton Concarneau (bretonisch Kanton Konk-Kerne) ist seit 1790 ein französischer Wahlkreis im Arrondissement Quimper, im Département Finistère und in der Region Bretagne; sein Hauptort ist Concarneau.  

## Geschichte
Der Kanton entstand am 15. Februar 1790. Von 1801 bis 2015 gehörten zwei Gemeinden zum Kanton Concarneau. Mit der Neuordnung der Kantone in Frankreich stieg die Zahl der Gemeinden 2015 auf 6. Die Gemeinde Trégunc wechselte zu einem anderen Kanton. Zur verbleibenden Gemeinde Concarneau des alten Kantons Concarneau kamen alle 4 Gemeinden des bisherigen Kantons Rosporden und 1 der 3 Gemeinden des bisherigen Kantons Bannalec hinzu.

## Lage
Der Kanton liegt im Süden des Départements Finistère. 

## Gemeinden
Der Kanton besteht aus sechs Gemeinden mit insgesamt 39.401 Einwohnern (Stand: 1. Januar 2022) auf einer Gesamtfläche von 266,67 km²:
| Gemeinde          | Bretonisch | Einwohner (2022) | Fläche (km²) | Code postal | Code Insee |
| ----------------- | ---------- | ---------------- | ------------ | ----------- | ---------- |
| Concarneau        | Konk-Kerne | 20.632           | 41,08        | 29900       | 29039      |
| Elliant           | Eliant     | 3.379            | 70,30        | 29370       | 29049      |
| Melgven           | Melwênn    | 3.388            | 51,17        | 29140       | 29146      |
| Rosporden         | Rosporden  | 7.580            | 57,37        | 29140       | 29241      |
| Saint-Yvi         | Sant-Ivi   | 3.418            | 27,05        | 29140       | 29272      |
| Tourch            | Tourc'h    | 1.004            | 19,70        | 29140       | 29281      |
| Kanton Concarneau | Konk-Kerne | 39.401           | 266,67       | -           | 2908       |

Kanton Concarneau bis 2015:
Der alte Kanton Concarneau bestand aus zwei Gemeinden auf einer Fläche von 91,69 km². Diese waren: Concarneau (Hauptort) und Trégunc.

## Bevölkerungsentwicklung
| 1962   | 1968   | 1975   | 1982   | 1990   | 1999   | 2006   | 2012   |
| ------ | ------ | ------ | ------ | ------ | ------ | ------ | ------ |
| 20.909 | 22.591 | 23.914 | 23.893 | 24.760 | 25.807 | 26.657 | 25.537 |